# 第67回天皇杯・第58回皇后杯 全日本総合バスケットボール選手権大会
第67回天皇杯・第58回皇后杯 全日本総合バスケットボール選手権大会（だい67かいてんのうはい・だい58かいこうごうはい ぜんにほんそうごうバスケットボールせんしゅけんたいかい）は、1992年1月2日から12日まで開催された全日本総合バスケットボール選手権大会である。男子は熊谷組が初優勝、女子はシャンソン化粧品が2年連続6回目の優勝を達成。

## 出場チーム

### 男子
実業団
- NKK（実業団1）
- 三菱電機（実業団2）
- 松下電器（実業団3）
- 住友金属（実業団4）

- 熊谷組（実業団5）
- 日本鉱業（実業団6）
- 東芝（実業団7）
- アンフィニ東京（実業団8）

学生
- 日本体育大学（学生1）
- 日本大学（学生2）
- 京都産業大学（学生3）
- 中央大学（学生4）

- 慶応義塾大学（学生5）
- 専修大学（学生6）
- 筑波大学（学生7）

地方ブロック
- 札幌大学（北海道）
- 能代工業高校（東北・秋田）
- 日立電線（関東・茨城）
- 新潟教員A（北信越・新潟）
- 日本電装（東海・愛知）

- 京都教員（近畿・京都）
- 山口教員団（中国・山口）
- 四電クラブ（四国・香川）
- 九州産業大学（九州・福岡）

### 女子
実業団
- シャンソン化粧品（実業団1）
- 共同石油（実業団2）
- 三井生命（実業団3）
- 日本航空（実業団4）
- 三洋電機（実業団5）

- 日立甲府（実業団6）
- 東芝（実業団7）
- 日本通運（実業団8）
- 日本電気（実業団9）

学生
- 愛知学泉大学（学生1）
- 樟蔭東女子短期大学（学生2）
- 日本体育大学（学生3）

- 筑波大学（学生4）
- 武庫川女子大学（学生5）
- 大阪薫英女子短期大学（学生6）

地方ブロック
- 札幌三越（北海道）
- 山形銀行（東北・山形）
- 日立那珂（関東・茨城）
- 石川教員（北信越・石川）
- トヨタ自動車（東海・愛知）

- ユニチカ（近畿・大阪）
- HAC（中国・広島）
- 北島コーポレーション（四国・徳島）
- 中村学園女子高校（九州・福岡）

## 試合結果

### 男子
1回戦
- 日本電装　103-61　山口教員団
- 中央大学　77-71　新潟教員A
- 東芝　89-47　日立電線
- 専修大学　83-79　京都教員

- アンフィニ東京　97-72　四電クラブ
- 能代工業高校　96-92　慶応義塾大学
- 日本鉱業　88-36　札幌大学
- 筑波大学　71-52　九州産業大学

2回戦
- NKK　104-69　日本電装
- 熊谷組　92-56　中央大学
- 東芝　79-63　日本大学
- 松下電器　112-58　専修大学

- アンフィニ東京　96-80　日本体育大学
- 住友金属　134-81　能代工業高校
- 日本鉱業　108-67　京都産業大学
- 三菱電機　127-51　筑波大学

準々決勝
- 熊谷組　75-72　NKK
- 松下電器　86-77　東芝

- アンフィニ東京　89-84　住友金属
- 三菱電機　85-60　日本鉱業

準決勝
- 熊谷組　83-79　松下電器

- アンフィニ東京　80-77　三菱電機

決勝
- 熊谷組　75-68　アンフィニ東京

### 女子
1回戦
- 北島コーポレーション　70-52　札幌三越
- 日本体育大学　65-64　日立那珂
- 日本通運　89-44　中村学園女子高校
- ユニチカ　87-42　武庫川女子大学

- 日本電気　61-56　トヨタ自動車
- 石川教員　81-80　筑波大学
- 東芝　100-27　HAC
- 大阪薫英女子短期大学　72-51　山形銀行

2回戦
- シャンソン化粧品　88-52　北島コーポレーション
- 日立甲府　85-43　日本体育大学
- 日本通運　72-57　愛知学泉大学
- 日本航空　71-59　ユニチカ

- 日本電気　55-53　三井生命
- 三洋電機　76-56　石川教員
- 東芝　98-65　樟蔭東女子短期大学
- 共同石油　70-50　大阪薫英女子短期大学

準々決勝
- シャンソン化粧品　77-47　日立甲府
- 日本航空　71-59　日本通運

- 三洋電機　73-53　日本電気
- 共同石油　80-76　東芝

準決勝
- シャンソン化粧品　73-51　日本航空

- 共同石油　97-59　三洋電機

決勝
- シャンソン化粧品　74-67　共同石油